# Ebba Sörbom
Ebba Ruzsica Sörbom (geb. 13. Juni 1927 in Sarajevo als Ruzsica Schreiber; gest. 16. Mai 2001 in Uppsala) war eine jugoslawisch-schwedische Schriftstellerin, die der autobiografischen Shoah-Literatur zuzuordnen ist.

## Leben
Ebba Ruzsica Sörbom wurde als Ruzsica Schreiber in eine jüdische Familie in Sarajevo im damaligen Jugoslawien geboren und wuchs in Novi Sad auf. Als Kind sprach sie Deutsch, Ungarisch und Serbisch.
1944 wurde Sörbom in das Konzentrationslager Auschwitz deportiert, wo ihre Mutter, ihre Großmutter und ihr jüngerer Bruder ermordet wurden. Sörbom wurde nach Bergen-Belsen gebracht und überlebte, war aber bei Befreiung des KZ stark unterernährt und litt an Typhus. 1945 kam sie mit einem Rotkreuz-Transport im Rahmen des UNRRA-Programms nach Schweden. Bei ihrer Ankunft war sie 18 Jahre alt und wog 28 Kilogramm. Ihr Vater und ein Onkel hatten als einzige Familienmitglieder den Holocaust überlebt.
Im Gegensatz zu ihrem Vater wollte sie nicht nach Israel auswandern, sondern blieb in Schweden. Im September 1946 heiratete sie und erhielt so die schwedische Staatsbürgerschaft. Sie und ihr Mann lebten in Rossön in Västernorrland und bekamen einen Sohn. Nach ihrer Scheidung 1955 lebte Sörbom in Stockholm und Uppsala. Aus ihrer 1959 geschlossenen zweiten Ehe mit dem Ästhetiker Göran Sörbom (1935–2013) gingen drei Kinder hervor, darunter die Soziologin Adrienne Sörbom (geb. 1967). Um die für die Zahlung von Entschädigung durch die BRD geforderten Nachweise für das erlittene Leid während der NS-Zeit zu erbringen, trug Sörbom ihre Erlebnisse und Informationen zusammen, die sie später in ihren Werken verwendete. In den 1970er Jahren absolvierte Sörbom eine Ausbildung zur Theaterpädagogin. Nach der Scheidung ihrer zweiten Ehe 1979 und einer Therapie begann sie mit der Verarbeitung ihrer Erlebnisse während des Holocausts in Bildern, Schriften und durch die Arbeit in der Theatertherapie am Ulleråker Krankenhaus in Uppsala. In den frühen 1980er Jahren besuchte sie als Zeitzeugin Schulen und berichtete von ihren Erfahrungen. Sörbom gilt als Pionierin der öffentlichen Aufklärung über den Holocaust in Schweden.

## Werk
Im Alter von 61 Jahren veröffentlichte sie erstmals Prosa und Lyrik zur Shoah. Ihr Debütbuch Bortom minnet, bortom glömskan (dt.: Jenseits der Erinnerung, jenseits des Vergessens) wurde 1988 veröffentlicht. 1991 folgte der Gedichtband Det drömda livet: dikter och bilder (Das geträumte Leben: Gedichte und Bilder). Auch in ihrem autobiografischen Buch Åter till Novi Sad (Zurück nach Novi Sad) von 1993, dem Gedichtband På min näthinna. Minnen av en barndom (Auf meiner Netzhaut. Erinnerungen an eine Kindheit, 1996) und dem Gedankenbuch Lindansare (2000), in dem es um die Kunst geht, trotz allem mit den Erinnerungen zu leben, reflektiert Ebba Sörbom persönliche Erinnerungen an ihre Kindheit, die Konzentrationslager und ihr Leben in Schweden. 1998 wurde das Theaterstück En alldeles vanlig familj (Eine gewöhnliche Familie), das auf Åter till Novi Sad basiert, im schwedischen Rundfunk gesendet.
Sörbom erhielt mehrere Stipendien, u. a. ein Ehrenstipendium des Bezirksrats von Uppsala. 1994 erhielt Sörbom ein Kulturstipendium der Stadt Uppsala und 1997 ein Stipendium des Autorenfonds für ein Studium am Simon Wiesenthal Center in Wien.

## Werke
- Bortom minnet, bortom glömskan. Gedin, Stockholm 1988, ISBN 91-7964-038-9.
- Det drömda livet. Dikter & bilder. Ordfront, Stockholm 1991, ISBN 91-7324-383-3.
- Åter till Novi Sad. Ordfront, Stockholm 1993, ISBN 91-7324-423-6.
- På min näthinna. Minnen av en barndom. Ordfront, Stockholm 1996, ISBN 91-7324-517-8.
- Lindansare. Ordfront, Stockholm 2000, ISBN 91-7324-747-2.